# Mirko Cvetković
Pour les articles homonymes, voir Cvetković.
Mirko Cvetković (en serbe cyrillique : Мирко Цветковић ; né le 16 août 1950 à Zaječar) est un homme d'État serbe. Du 7 juillet 2008 au 27 juillet 2012, il a été président du gouvernement de la Serbie et, en même temps, pendant une partie de son mandat, ministre des Finances du pays.

## Études et parcours professionnel
Mirko Cvetković naît le 16 août 1950 à Zaječar ; son père, Srboljub, est économiste et sa mère, Stana, est pharmacienne ; son prénom lui vient de son grand-père, tué lors du massacre de Kragujevac perpétré par les nazis le 21 octobre 1941. Il effectue ses études primaires et secondaires dans sa ville natale et fréquente également l'école secondaire de musique, où il apprend à jouer du piano et des instruments à vent.  Puis Cvetković suit les cours de la Faculté d'économie de l'université de Belgrade, où il obtient successivement, une licence, un master et un doctorat, avec une thèse sur la Contribution à la modélisation du secteur de l'énergie de Yougoslavie,.
Mirko Cvetković commence sa carrière professionnelle à l'Institut des mines (en serbe : Rudarski institut), où il travaille pendant dix ans, puis à l'Institut d'économie où il reste pendant six ans, avant de passer sept ans en tant que consultant au Centre d'études économiques Mecon,,. De 1998 à 2001, il est conseiller aux questions économiques de l'Institut des mines puis, en tant que consultant, il travaille pour la Banque mondiale au Pakistan, en Inde et en Turquie,.

## Carrière politique

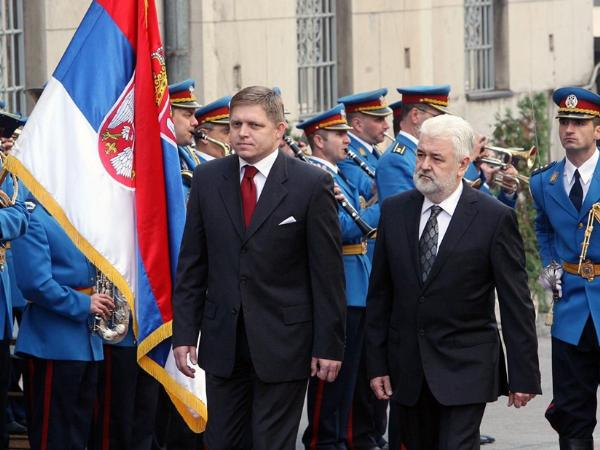
Mirko Cvetković et Robert Fico, premier ministre de Slovaquie

À partir de janvier 2001, Mirko Cvetković participe au gouvernement de Zoran Đinđić en tant qu'adjoint d'Aleksandar Vlahović, le ministre de l'Économie et de la Privatisation et, de 2003 à 2004, il est directeur de l'Agence pour la privatisation. Entre 2004 et 2007, il est directeur de la société Intercon Consalting,.
À la suite des élections législatives serbes du 21 janvier 2007, Vojislav Koštunica est invité par le président Boris Tadić à former un second gouvernement ; le gouvernement est élu le 15 mai 2007 et Mirko Cvetković devient ministre des Finances.

## Vie privée
Mirko Cvetković vit à Zemun. Il est marié et père de deux enfants. Il parle anglais.